# Université Chung-Ang
L'université Chung-Ang (coréen : 중앙대학교, hanja : 中央大學校, romanisation révisée du coréen : Jungang Daehakgyo) est une université privée sud-coréenne.

## Localisation
L'université possède deux campus : le campus principal situé dans le district de Dongjak, à Séoul, et un campus supplémentaire à Anseong, dans la province de Gyeonggi. 

## Enseignement
L'université se compose de 16 collèges de premier cycle universitaire et de 16 écoles supérieures. 

## Histoire
Ayant débuté comme un jardin d'enfants géré par l'église méthodiste en 1918, la CAU s'est transformée en école pour les enseignantes du jardin d'enfants en 1922 et a obtenu le statut d'université en 1953. L'université a célébré son centenaire en 2018. Elle compte environ 33 600 étudiants de premier cycle, 5 200 diplômés, 700 professeurs et 500 autres enseignants à temps partiel.

## Galerie

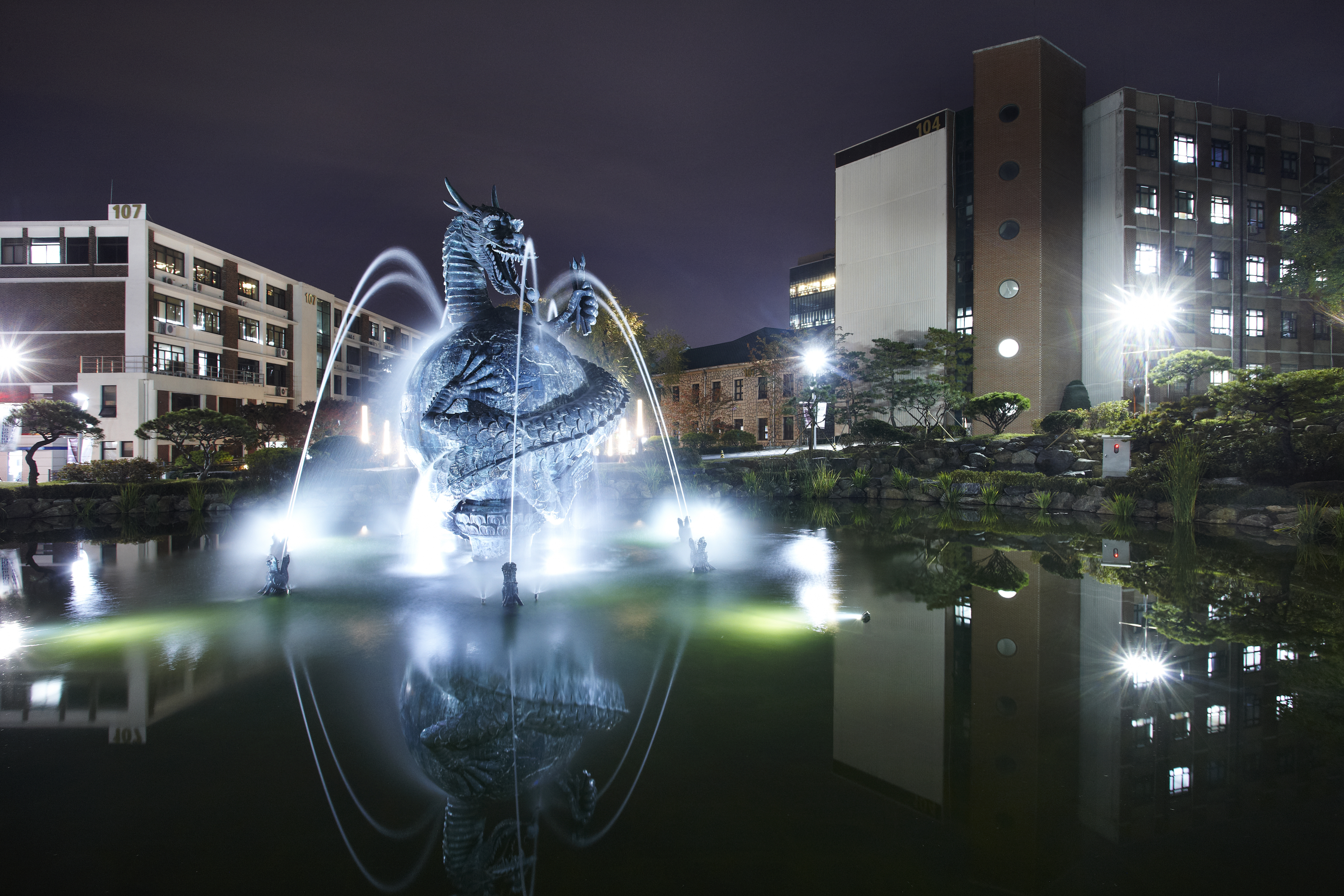

## Personnalités liées à l'université

### Étudiants
- Chu Sang-mi
- Jo Jae-hyeon
- Kang Ha-neul
- Kim Ji-min
- Kim Tae-gon
- Oh Jung-hae
- Yun Jeong-mo